# Stadler Anlagenbau
Die Stadler Anlagenbau GmbH (Eigenschreibweise STADLER) ist ein Hersteller von Sortieranlagen sowie Maschinen für die Recyclingindustrie mit Sitz in Altshausen im Landkreis Ravensburg in Baden-Württemberg. Sie besteht in der Rechtsform der GmbH seit dem 29. Dezember 1992.

## Geschichte
Mit einer Dorfschmiede in Altshausen begann 1791  die Geschichte der über 200 Jahre währenden „Stadler Schmiedemeisterdynastie“. Im Laufe der Jahre wandelte sich das Unternehmen zunächst zu einer Schlosserei und wurde nach dem Zweiten Weltkrieg zu einem Metallbaubetrieb.
Die frühen 1970er Jahre markierten den Beginn einer neuen, bis heute währenden Phase. Anlässlich der Olympischen Spiele 1972 entwickelte Stadler für die Stadt München neuartige Altglas- sowie Altpapier-Container. Dies war der erste Kontakt mit der Recyclingindustrie.
Seit Beginn der 1990er Jahre wurde die Firma zu einem Metallbaubetrieb, der sich zunehmend auf den Bau von Förder- und Sortieranlagen für die Recyclingindustrie spezialisierte. 1991 stieg der Ingenieur Willi Stadler ins Unternehmen ein. Nach dem Tod seines Vaters übernahm er im Jahre 1998 in siebter Generation die alleinige Geschäftsleitung der Stadler Gruppe. 2011 wurde der Betriebswirt Claus Maier zweiter Geschäftsführer der Stadler Anlagenbau GmbH.

## Unternehmensstruktur

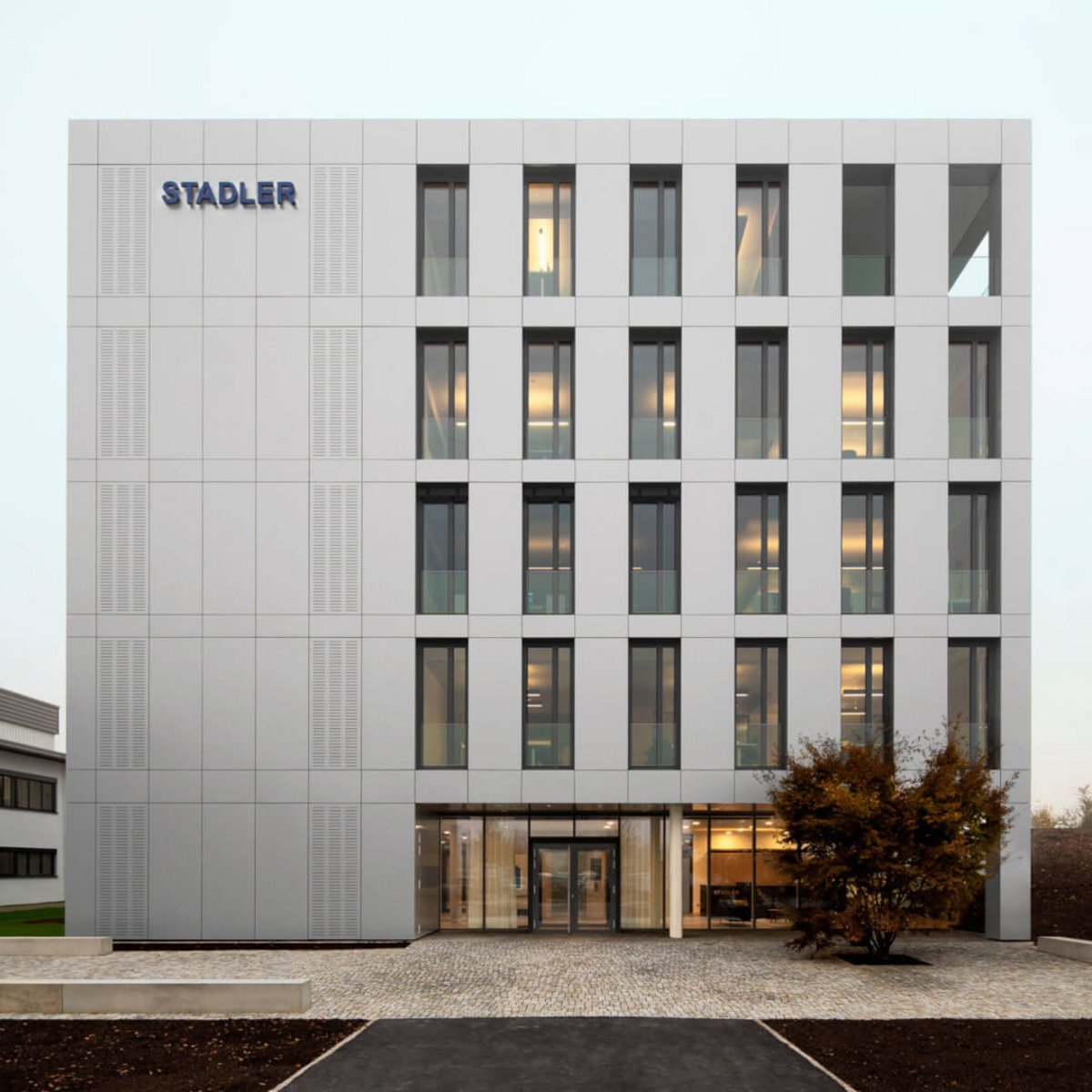
Firmenzentrale der Stadler Anlagenbau GmbH

Die Stadler-Unternehmensgruppe unterhält Tochterunternehmen in Deutschland, Belgien, Spanien, Großbritannien, Italien, Griechenland, Schweiz, USA und Brasilien.
- Stadler International GmbH, Altshausen
  - Stadler Belgium SRL, Brüssel
- Stadler Technologie GmbH, Altshausen
  - WeeeSwiss Technology AG, Zürich
- Stadler Selecciona S.L.U., Barcelona
- Stadler UK Limited, Ashford
- Stadler Italia S.r.l., Bozen
- Stadler Hellas E.P.E., Athen
- Stadler USA Holding Inc., New York
  - Stadler America LLC, Colfax
- Stadler do Brasil Ltda, São Paulo

## Produkte

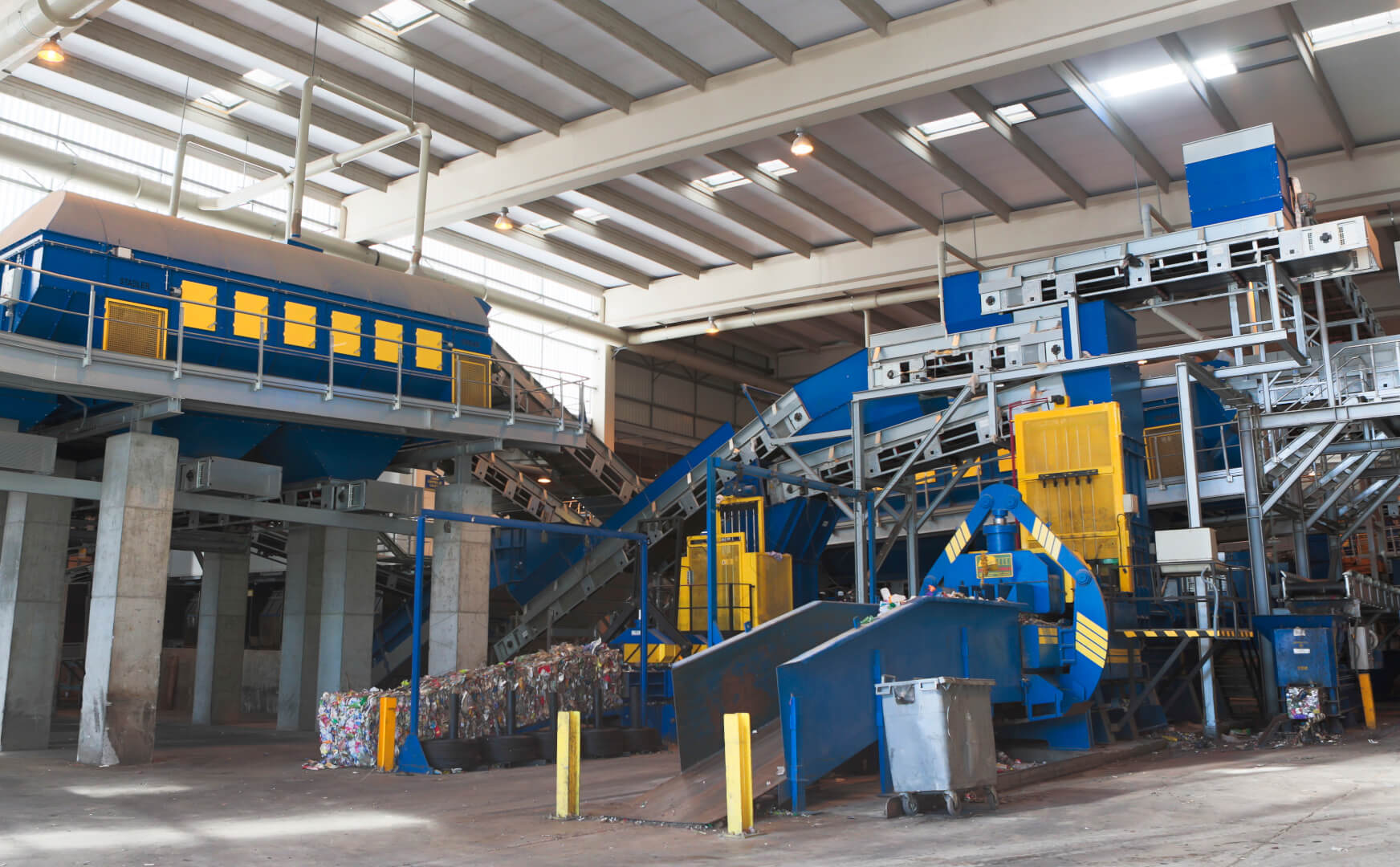
Sortieranlage für Hausmüll

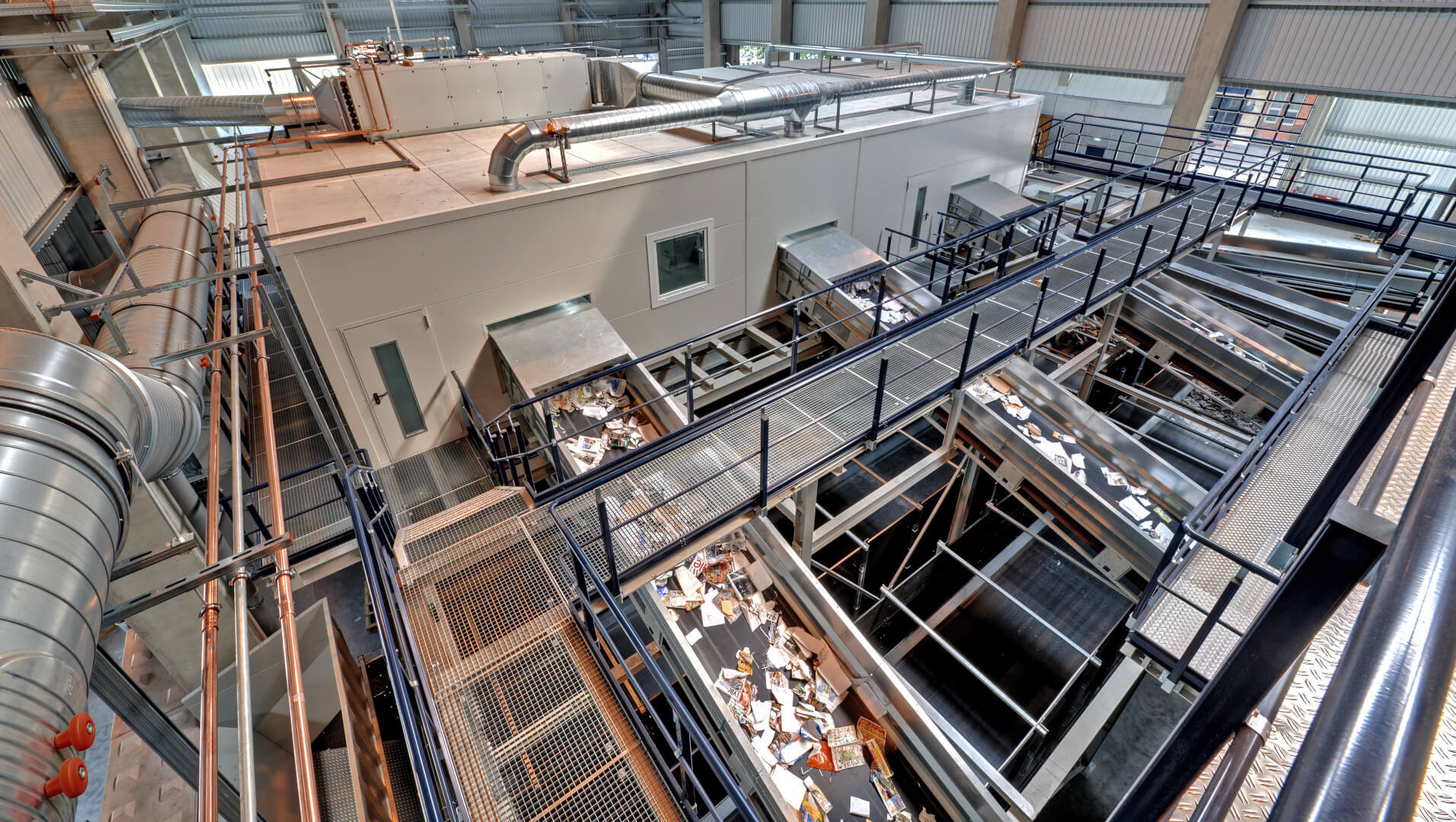
Sortieranlage für Papier und Kartonage

Das Unternehmen stellt verschiedene Müllsortieranlagen und dazugehörige Komponenten her.
- Sortieranlagen
  - Hausmüll
  - Trockene Wertstoffgemische
  - Gewerbemüll
  - Leichtverpackung
  - Kunststoffflaschen
  - Folien
  - Papier und Kartonage
  - Ersatzbrennstoff
  - Elektro- und Elektronikschrott
  - Baumischmaterial/Sperrmüll
  - Holz
- Komponenten
  - Ballistikseparatoren
  - Siebtrommeln
  - Fördertechnik
  - Delabeler

Daneben wird auch ein Reparatur- sowie ein Inspektionsservice für die Anlagen und Komponenten angeboten.

### Technische Innovationen
Stadler hat verschiedene Patente und Gebrauchsmuster für Sortierverfahren, Anlagen und Vorrichtungen eingereicht, von denen Folgende noch in Kraft sind:
- Ausbreitungs-Vorrichtung für Anhäufungen von Stoffgemischen[5]
- Vorrichtung zum Sortieren und kontrollierten Befördern[6]
- Siebtrommelgerippe, Siebtrommel und Verfahren zur Montage eines Siebtrommengerippes[7]
- Umlenkvorrichtung für Fördergurte[8]
- Vorrichtung zum Entfernen von Etiketten[9]